# Ximena Armas
Ximena Armas (sinh ngày 29 tháng 7 năm 1946 tại Santiago, Chile) là họa sĩ người Chile.

## Tiểu sử
Ximena Armas Fernández theo học ngành Escuela de Bellas Artes tại trường Đại học de Chile, và ngành Escuela de Artes tại trường Đại học Công giáo Chile ở Santiago. Tại đó, bà được Mario Carreño, Eduardo Vilches và Mario Toral đào tạo. Năm 1971, bà đến Pháp và tham dự École nationalale supérieure des Arts décoratifs và École nationalale supérieure des Beaux-Arts ở Paris. Bà kết hôn với họa sĩ người Pháp Henri Richelet.
Năm 1969, bà tham gia nhiều triển lãm nhóm và triển lãm cá nhân tại Chile, Pháp, Tây Ban Nha và Mexico.
Các tác phẩm của Ximena Armas đều được giữ bí mật. Tất cả đều được che chắn bằng ruy băng, rèm hoặc bị vùi dưới một khối đá. Tất cả các bức tranh của bà đều mang sự bí ẩn, bóng tối. Bà chìm đắm trong thế giới mơ mộng những vẫn hoàn toàn làm chủ không gian và cảm giác, biến cảm xúc ấy trở thành biểu tượng có trong những tác phẩm của mình.

## Triển lãm cá nhân
- 1969: Galería Arturo Edwards, Santiago, Chile.
- 1970: Galería C.C. Providencia, Santiago, Chile.
- 1980: Galerie La Bolée, Anonnay, Pháp.
- 1982: Latino-Américains à Paris, Grand Palais, Paris.
- 1986: Galerie Lefor Openo, Saint-Cloud, Pháp.
- 1987:
  - Espace latino-américain, Paris.
  - Galerie de la Main de fer, Perpignan, Pháp.
- 1990:
  - Galería La Fachada, Santiago, Chile.
  - Galerie Ceibo, Paris.
- 1996: Hôtel de Ville, Neufchâteau, Pháp.
- 1999: Galería Arte Actual, Santiago, Chile.
- 2001: Museo Nacional de Bellas Artes, Santiago, Chile.
- 2003: Musée Roybet-Fould, Courbevoie, Pháp.
- 2006:
  - Galería Modigliani, Viña del Mar, Chile.
  - Galería Praxis, Santiago, Chile.
- 2007–2008: Le Trait d'Union, Neufchâteau, Pháp

## Triển lãm tập thể
- 1969: Prix Crav de Peinture, Museo de Arte Contemporáneo, Santiago, Chile.
- 1972: La Peinture chilienne, Unesco, Paris.
- 1974: Grafic 74, Museo de Arte Contemporáneo, Ibiza, Tây Ban Nha.
- 1981:
- Art pour le Nicaragua, Musée d'Art Moderne, Paris.
- Cent gravures contemporaines

- 1982: Chili Vivant, Mexico.
- 1983: Chili-femmes, Espace latino-américain, Paris.
- 1984: Peintres latino-américains, Monaco.
- 1986: Les Figurations de 1960 à nos jours, Musée de Cagnes-sur-Mer, E.B.A. de Besançon, Musée de Carcassonne, Couvent des Cordeliers de Châteauroux, Pháp.
- 1989: Musée de l'Amérique latine, Monaco
- 1990: Art chilien d'aujourd'hui, Espace Belleville and Unesco, Paris.
- 1991: Festival international de la peinture, Château-musée de Cagnes-sur-Mer, Pháp.
- 1995:
- Femmes ibéro-américaines, Junta de Extramadura, Caceres, Tây Ban Nha.
- Présence du Chili en France, Galería Plastica Nueva, Santiago, Chile.

- 1996: Artistes Chiliens en France, Museo de Arte Contemporáneo, Santiago, Chile.
- 1997:
- Festival des arts 1997 — Dialogue Est-Ouest, Vayolles, Vienne, Pháp.
- Persistance du paysage dans la peinture chilienne, Museo de Arte Contemporáneo, Santiago, Chile.

- 2003: Hommage à S. Allende, Centre culturel Robert-Desnos, Ris-Orangis, Pháp.
- 2004: Georges Sand, interprétations, Couvent des Cordeliers, Châteauroux, Pháp.
- 2007: Santiago Paris Santiago, Galería La Ventana Cemicual, Santiago, Chile.